# قطلس
القَطلَس سيف قصير ثقيل مقوس يستخدمة البحارة.